# 西漢普斯特德
西漢普斯特德（West Hampstead）是倫敦的一個地區，位於倫敦西北部的康登倫敦自治市。這一地區有三個車站，分別是倫敦地鐵朱比利線的西漢普斯特德站、西漢普斯特德火車站和西漢普斯特德電車連線站。有許多名人在此居住。